# 2020年美國聯盟冠軍賽
2020年美國聯盟冠軍賽（英語：ALCS）是美國職棒大聯盟季後賽第二輪的比賽，由美聯東區冠軍坦帕灣光芒和美聯西區亞軍休士頓太空人展開對決。
由於COVID-19疫情關係，因此大聯盟使用第三方球場沛可公園球場做為聯美國盟冠軍賽的比賽場地。

## 坦帕灣光芒對休士頓太空人
坦帕灣以4勝3負贏得系列賽
| 場次 | 客隊         | 比分 | 主隊         | 日期     | 場地     | 備註  |
| ---- | ------------ | ---- | ------------ | -------- | -------- | ----- |
| 1    | 休士頓太空人 | 1：2 | 坦帕灣光芒   | 10月11日 | 沛可球場 | [ 1 ] |
| 2    | 休士頓太空人 | 2：4 | 坦帕灣光芒   | 10月12日 | 沛可球場 | [ 2 ] |
| 3    | 坦帕灣光芒   | 5：2 | 休士頓太空人 | 10月13日 | 沛可球場 | [ 3 ] |
| 4    | 坦帕灣光芒   | 3：4 | 休士頓太空人 | 10月14日 | 沛可球場 | [ 4 ] |
| 5    | 坦帕灣光芒   | 3：4 | 休士頓太空人 | 10月15日 | 沛可球場 | [ 5 ] |
| 6    | 休士頓太空人 | 7：4 | 坦帕灣光芒   | 10月16日 | 沛可球場 | [ 6 ] |
| 7    | 休士頓太空人 | 2：4 | 坦帕灣光芒   | 10月17日 | 沛可球場 | [ 7 ] |

## 逐場結果

### 10月11日 第一場
加利福尼亞州，聖地牙哥，沛可球場
| 休士頓太空人 | 1 | 0 | 0 | 0 | 0 | 0 | 0 | 0 | 0 | 1 | 9 | 1 |
| 坦帕灣光芒 | 0 | 0 | 0 | 1 | 1 | 0 | 0 | 0 | X | 2 | 6 | 0 |
| 勝投： 布萊克·史涅爾(1–0) 敗投： Framber Valdez(0–1) 救援成功： Diego Castillo(1) 全壘打： 太空人：荷西·奧圖維(1上,1分) 光芒：蘭迪·亞羅薩倫納(4下,1分) |   |   |   |   |   |   |   |   |   |   |   |   |

7戰4勝的美聯冠軍戰今天開打，太空人靠著荷西·奧圖維開局陽春砲先聲奪人，光芒古巴重砲蘭迪·亞羅薩倫納在4局下還敬陽春砲追平比數，捕手麥克·祖尼諾在5局下擊出1分打點安打超前比賽。光芒隊的鐵牛棚從6局啟動，4名投手力守不失分，終場以2比1力克太空人，在美聯冠軍戰拔得頭籌。

### 10月12日 第二場
加利福尼亞州，聖地牙哥，沛可球場
| 休士頓太空人 | 0 | 0 | 0 | 0 | 0 | 1 | 0 | 0 | 1 | 2 | 10 | 2 |
| 坦帕灣光芒 | 3 | 0 | 0 | 0 | 0 | 0 | 1 | 0 | X | 4 | 4  | 0 |
| 勝投： 查理·莫頓(1–0) 敗投： 小蘭斯·麥考勒斯(0–1) 救援成功： Nick Anderson（1） 全壘打： 太空人：卡洛斯·柯瑞亞(6上,1分) 光芒：Manuel Margot(1下,3分)、麥克·祖尼諾(7下,1分) |   |   |   |   |   |   |   |   |   |   |    |   |

首局下，崔志萬敲出滾地球，結果太空人二壘手荷西·奧圖維發生傳球失誤。死裡逃生的光芒隊便靠著下一棒的曼努埃爾·瑪格特（Manuel Margot）敲出3分砲取得領先。
光芒先發查理·莫頓表現優異，先發投5局僅被敲5安無失分。6局上，卡洛斯·柯瑞亞敲出陽春砲住太空人打破鴨蛋。不過光芒隊的麥克·祖尼諾也在7局下回敬一發陽春砲。
9局上，尼克·安德森（Nick Anderson）一上場便被敲出3支安打形成滿壘危機，不過他讓喬治·史普林格敲出雙殺打讓太空人只得一分。2出局後他又連丟2次保送，但是隨後讓艾力克斯·布萊格曼敲出飛球出局。終場光芒4比2驚險擊敗太空人，奪美聯冠軍賽2連勝。

### 10月13日 第三場
加利福尼亞州，聖地牙哥，沛可球場
| 坦帕灣光芒 | 0 | 0 | 0 | 0 | 0 | 5 | 0 | 0 | 0 | 5 | 8 | 0 |
| 休士頓太空人 | 1 | 0 | 0 | 0 | 0 | 1 | 0 | 0 | 0 | 2 | 7 | 1 |
| 勝投： Ryan Yarbrough(1–0) 敗投： José Urquidy(0–1) 救援成功： Diego Castillo(1) 全壘打： 光芒：無 太空人：荷西·奧圖維(1下,1分)、麥可·布蘭特利(6下,1分) |   |   |   |   |   |   |   |   |   |   |   |   |

昨在美聯冠軍賽第2戰連出現2次守備失誤荷西·奧圖維，今將功折罪，在1局下就擊出左野全壘打，幫助太空人以1比0領先光芒。但荷西·奧圖維6局上又出現失誤，又造成之後5分的失分大局，儘管麥可·布蘭特利隨6局下開轟，將比數追成2比5，但太空人8局下滿壘又沒得分，終場就以3分之差輸球，光芒在美聯冠軍賽取得3連勝聽牌優勢，最快明天封王。

### 10月14日 第四場
加利福尼亞州，聖地牙哥，沛可球場
| 坦帕灣光芒 | 0 | 0 | 0 | 2 | 0 | 0 | 0 | 0 | 1 | 3 | 7 | 0 |
| 休士頓太空人 | 1 | 0 | 1 | 0 | 2 | 0 | 0 | 0 | X | 4 | 9 | 0 |
| 勝投： 扎克·格林基(1–0) 敗投： 泰勒·格拉斯諾(0–1) 救援成功： Ryan Pressly(1) 全壘打： 光芒：蘭迪·亞羅薩倫納(4上,2分) 太空人：荷西·奧圖維(1下,1分)、喬治·史普林格（5下,2分） |   |   |   |   |   |   |   |   |   |   |   |   |

背水一戰的太空人，在首局下靠著前兩場比賽皆發生要命失誤的荷西·奧圖維擊出陽春砲取得1比0領先。三局下面對兩出局、一二壘有人的情況下，荷西·奧圖維擊出右外野深遠二壘安打，打回單場第2分打點。加上先發投手扎克·格林基前3局未被擊出任何安打、演出九上九下，太空人暫時以2：0領先。
四局上，奧斯汀·米多斯擊出光芒的第一支安打後，蘭迪·亞羅薩倫納逮中扎克·格林基一顆偏高的曲球，掃出左外野方向兩分砲，一舉將比分追平。不過太空人在五局下攻勢再起，喬治·史普林格一發左外野方向的兩分砲，幫助球隊要回2分領先，比數來到4：2。
六局上，光芒在一出局後接連出現2支安打，不過蘭迪·亞羅薩倫納遭到三振出局。即便再被下一棒的崔志萬擊出內野安打，扎克·格林基再度展現K功，讓光芒留下滿壘殘壘。
繳出優質先發的扎克·格林基退場後，由克里斯蒂安·哈維爾(Cristian Javier)接替投球工作，成功在七、八兩局封鎖光芒打線。九局上克里斯蒂安·哈維爾(Cristian Javier)續投，卻保送了首名打者崔志萬。保送過後，太空人才決定押上終結者瑞安·普雷斯利(Ryan Pressly)，雖然他被威利·亞當斯(Willy Adames)打出二壘安打追回一分，但最後還是成功讓筒香嘉智擊出右外野方向飛球出局，順利拿下休士頓太空人在美聯冠軍戰的第一場勝利，將戰線延長至第5戰。

### 10月15日 第五場
加利福尼亞州，聖地牙哥，沛可球場
| 坦帕灣光芒 | 0 | 0 | 1 | 0 | 1 | 0 | 0 | 1 | 0 | 3 | 7 | 1 |
| 休士頓太空人 | 1 | 0 | 2 | 0 | 0 | 0 | 0 | 0 | 1 | 4 | 6 | 0 |
| 勝投： Ryan Pressly(1–0) 敗投： Nick Anderson(0–1) 全壘打： 光芒：Brandon Lowe（3上,1分）、蘭迪·亞羅薩倫納（5上,1分）、崔志萬（8上,1分） 太空人：喬治·史普林格（1下,1分）、卡洛斯·柯瑞亞（9下,1分） |   |   |   |   |   |   |   |   |   |   |   |   |

喬治·史普林格在首局下便擊出左外野全壘打，率太空人開賽取得領先 ，而光芒靠著Brandon Lowe和蘭迪·亞羅薩倫納在3局和5局的全壘打緊追比數。5局結束，太空人以3比2領先。8局上，崔志萬一棒右外野全壘打，將比數扳平。不過太空人在9局下靠著游擊手卡洛斯·柯瑞亞的再見全壘打以4比3險勝。成功將戰線延長至第6戰。

### 10月16日 第六場
加利福尼亞州，聖地牙哥，沛可球場
| 休士頓太空人 | 0 | 0 | 0 | 0 | 4 | 1 | 2 | 0 | 0 | 7 | 11 | 0 |
| 坦帕灣光芒 | 0 | 1 | 0 | 0 | 0 | 0 | 1 | 2 | 0 | 4 | 6  | 0 |
| 勝投： Framber Valdez(1–0) 敗投： 布萊克·史涅爾(0–1) 救援成功： Ryan Pressly（1） 全壘打： 太空人：凱爾·塔克（6上,1分） 光芒：Manuel Margot(7下,1分、8下,2分) |   |   |   |   |   |   |   |   |   |   |    |   |

前4局太空人以0比1落後，第5局展開絕地大反攻，二、三壘有人情況，1棒史普林格喬治·史普林格揮出2打點安打逆轉比數，接著荷西·奧圖維、卡洛斯·柯瑞亞又各再補上1打點安打，太空人單局攻下4分。
6局上凱爾·塔克擊出陽春全壘打；7局上再由麥可·布蘭特利安打、凱爾·塔克高飛犧牲打追加2分，將比數拉開到6分差距。光芒隊的Manuel Margot雖然在比賽後段敲出兩轟，打進3分打點，不過已經無力翻轉戰局。終場太空人以7比4擊敗光芒，成為大聯盟史上第二支連輸3場比賽，最後卻又連勝3場比賽的球隊。

### 10月17日 第七場
加利福尼亞州，聖地牙哥，沛可球場
| 休士頓太空人 | 0 | 0 | 0 | 0 | 0 | 0 | 0 | 2 | 0 | 2 | 7 | 0 |
| 坦帕灣光芒 | 2 | 1 | 0 | 0 | 0 | 1 | 0 | 0 | X | 4 | 6 | 0 |
| 勝投： 查理·莫頓(1–0) 敗投： 小蘭斯·麥考勒斯(0–1) 救援成功： Pete Fairbanks（1） 全壘打： 太空人：無 光芒：蘭迪·亞羅薩倫納（1下,2分）、麥克·祖尼諾（2下,1分） |   |   |   |   |   |   |   |   |   |   |   |   |

連輸三場比賽的光芒隊，在首局下便靠著蘭迪·亞羅薩倫納的兩分砲幫助光芒取得2比0領先。這也是他季後賽的第7轟，超越埃文·朗歌利亞在2008年締造的6轟紀錄，成為季後賽敲出最多全壘打的菜鳥球員。
2局下，光芒再起攻勢。麥克·祖尼諾逮中小蘭斯·麥考勒斯失投的彈指曲球，一棒掃出左外野大牆，光芒取得3比0領先。
光芒先發查理·莫頓前5局只用49球，只被敲1支安打，沒有任何四死球，並送出5次三振，但他在6局上遭遇亂流，被太空人攻佔一、三壘，此時光芒換上Nick Anderson登板，成功化解失分危機。
6局下光芒崔志萬擊出內野安打後，隨後攻佔上三壘，靠著麥克·祖尼諾的高飛犧牲打，跑回球隊第4分。而太空人在7局上一度有追分機會，但尤里斯基·古力歐揮出雙殺打中斷攻勢。
8局上太空人攻佔滿壘，卡洛斯·柯瑞亞穿越安打，追回2分，讓戰局再次緊張。不過光芒最終順利守成，成為拿下美聯冠軍，自2008年後暌違12年晉級世界大賽。